# Dicranota plana
Dicranota (Rhaphidolabis) plana là một loài ruồi trong họ Pediciidae. Chúng phân bố ở vùng Indomalaya.